# Fannie Flagg
Fannie Flagg (nacida Patricia Neal; Birmingham, Alabama, 21 de septiembre de 1944) es una actriz y escritora norteamericana conocida por obras tan famosas como Tomates verdes fritos, llevada al cine por Jon Avnet.

## Biografía
Fannie Flagg empezó a escribir y producir programas de televisión a los diecinueve años. Luego destacó como actriz y escritora de televisión, cine y teatro. Sus novelas, entre ellas Tomates Verdes Fritos en el Café de Whistle Stop (titulada en la gran pantalla simplemente como Tomates verdes fritos), Bienvenida a este mundo, pequeña, Daisy Fay y el hombre de los milagros y Me muero por ir al cielo han figurado en la lista de libros más vendidos del New York Times.
El guion de Flagg para la película Tomates verdes fritos fue candidato al premio de la Academia de Hollywood y al del Gremio de Escritores de América, y obtuvo el prestigioso premio de los guionistas.

## Vida personal
Flagg comentó públicamente que es disléxica, lo cual fue un reto como escritora ya que no podía deletrear (sigue sin poder hacerlo) además de ser descorazonador y vergonzoso. No obstante, superó sus miedos y completó muchas novelas y guiones.
Flagg divide su tiempo entre California y Alabama.

## Libros (Autora)
| Año  | Título                                           | Notas                                             |
| ---- | ------------------------------------------------ | ------------------------------------------------- |
| 1983 | Daisy Fay and the Miracle Man                    | Originalmente titulada Coming Attractions         |
| 1987 | Tomates verdes fritos en el café de Whistle Stop | Guion para la película Tomates verdes fritos,1991 |
| 1998 | Welcome to the World, Baby Girl!                 |                                                   |
| 2002 | Standing in the Rainbow                          |                                                   |
| 2004 | A Redbird Christmas                              |                                                   |
| 2006 | Can't Wait to Get to Heaven                      |                                                   |
| 2010 | I Still Dream About You                          |                                                   |
| 2013 | The All-Girl Filling Station's Last Reunion      |                                                   |

## Premios y reconocimientos
Premios Óscar
| Año  | Categoría            | Trabajo nominado      | Resultado |
| ---- | -------------------- | --------------------- | --------- |
| 1992 | Mejor guion adaptado | Tomates verdes fritos | Nominado  |